# Uroleucon giganteum
Uroleucon giganteum är en insektsart. Uroleucon giganteum ingår i släktet Uroleucon och familjen långrörsbladlöss. Inga underarter finns listade i Catalogue of Life.